# Gebärmutterhals

Schematische Darstellung der Gebärmutter (Uterus)

Der Gebärmutterhals (fachsprachlich auch Cervix uteri, von lateinisch cervix ‚Hals‘ und uterus deutsch ‚Gebärmutter‘), kurz auch als die Cervix oder Zervix bezeichnet, ist der untere, schmale Teil der Gebärmutter. Die Zervix bildet die Verbindung zwischen der Scheide und dem Inneren der Gebärmutter.

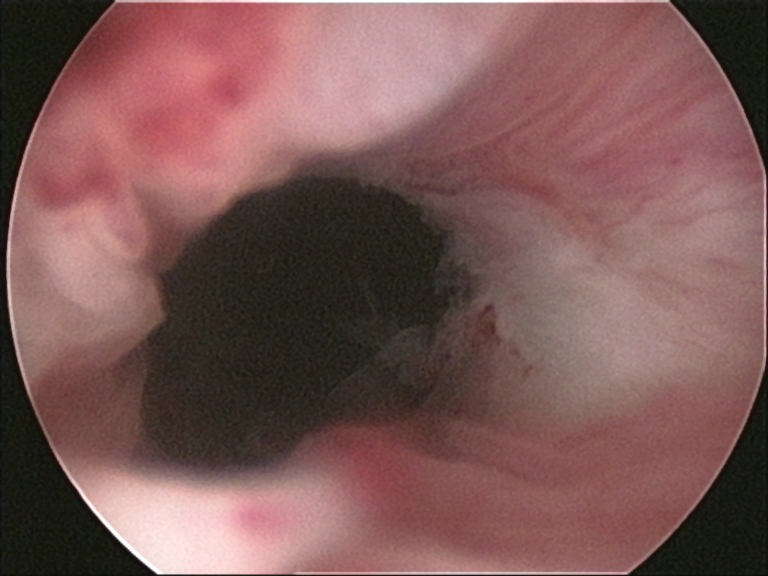
Hysteroskopische Ansicht des Gebärmutterhalskanals

Ihre Öffnung ist von dicker Schleimhaut umgeben, die ca. 3 cm weit in die Scheide vorragt. Im Ruhezustand ist die Öffnung eng, wodurch Keime nicht so leicht in die Gebärmutter aufsteigen können. Während der Geburt wird die Zervix unter dem Einfluss des Hormons Prostaglandin F2α weicher, was die starke Dehnung während der Wehen erleichtert. Beim Durchtritt des Babykopfes erreicht die Öffnung einen Durchmesser von über 10 cm.

## Anatomie
Der Gebärmutterhals wird in die von Plattenepithel bedeckte Portio vaginalis uteri (den Teil des Gebärmutterhalses, der in die Scheide hineinragt) und den von schleimbildendem Zylinderepithel ausgekleideten Zervixkanal unterteilt. Die Grenze zwischen den beiden Epithelformen verändert sich in Abhängigkeit vom Alter und der Anzahl der Geburten. Mit zunehmendem Alter verschiebt sich die Grenze immer weiter nach oben in den Gebärmutterhalskanal.

## Muttermund

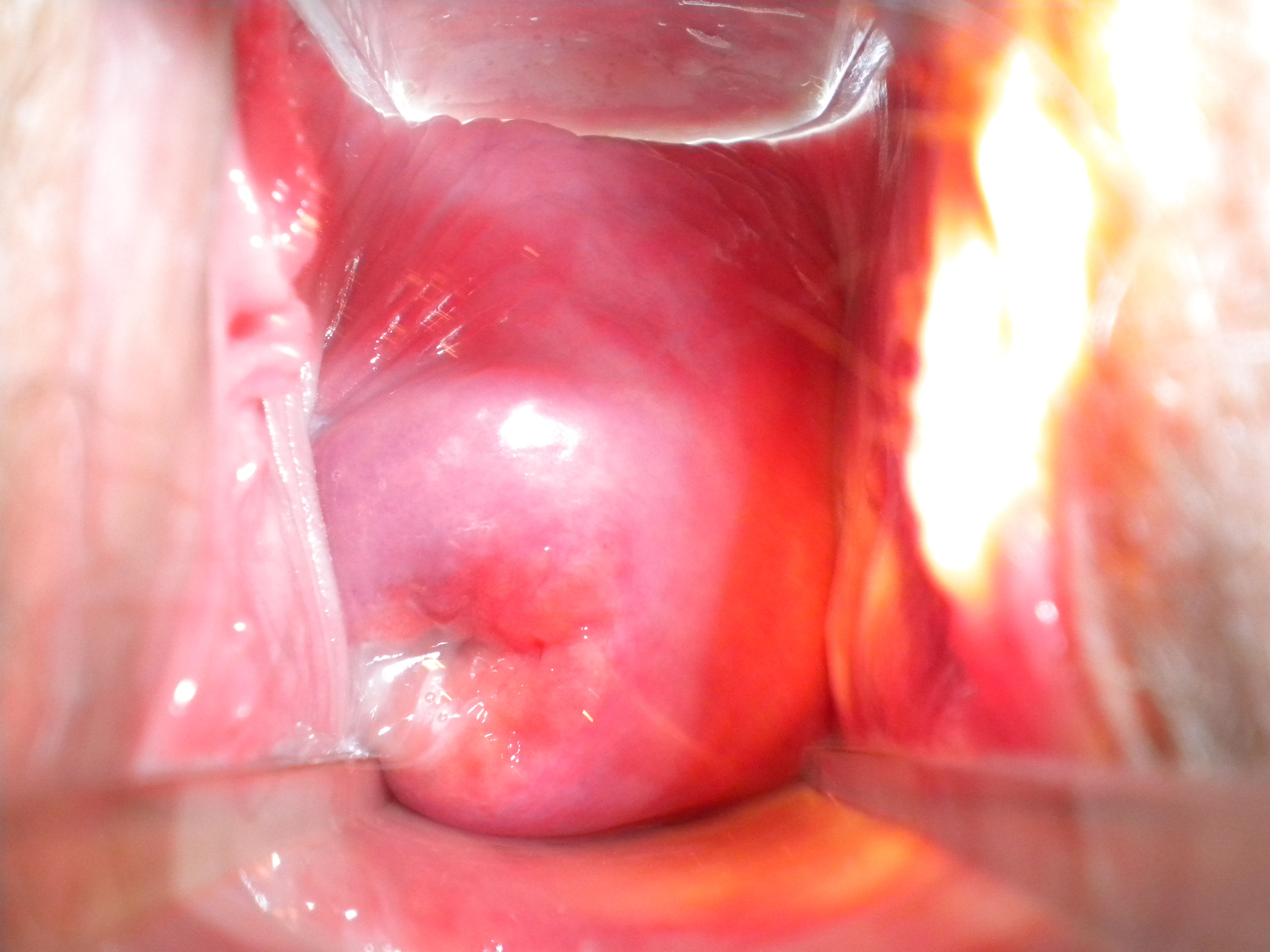
Muttermund einer Frau in der Stillzeit nach der Geburt ihres zweiten Kindes

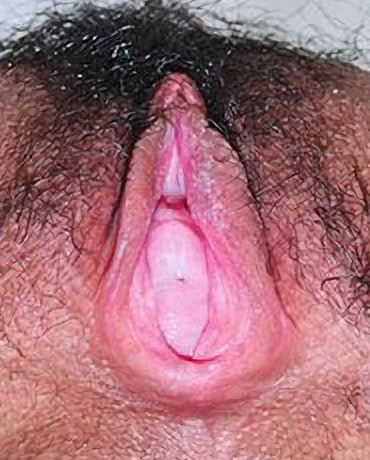
Vulva bei der wegen Uterusprolaps der äußere Muttermund von außen sichtbar wurde.

Als Muttermund (lateinisch Ostium uteri „Gebärmuttermund“) werden jene Öffnungen der Gebärmutter bezeichnet, mit denen sich der Gebärmutterhalskanal – als äußerer Muttermund – in die Scheide, bzw. – als innerer Muttermund – in die Gebärmutterhöhle (Cavum uteri) öffnet.

### Äußerer Muttermund
Der äußere Muttermund – das Ostium uteri externum (Orificium externum uteri = Orificium externum canalis cervicis)  – hat bei einer Nullipara, also einer Frau, die nicht geboren hat, ein rundes Grübchen mit einer nur kurzen, querverlaufenden Öffnung, nach einer Schwangerschaft ist die Öffnung in der Regel quer gespalten.
Die Unterscheidung in eine hintere und eine vordere Muttermundlippe ist vor allem bei Frauen sinnvoll, die geboren haben, bei ihnen liegt ein querverlaufender Spalt zwischen den Muttermundlippen.

### Innerer Muttermund
Der innere Muttermund – das Ostium uteri internum – wird auch als „Isthmusenge“ bezeichnet und stellt das innere Ende des Zervikalkanals dar.
Von Bedeutung ist der innere Muttermund in jenen Fällen, in denen bei einer Schwangerschaft die Plazenta diesen als Placenta praevia totalis vollständig bedeckt und damit ein Geburtshindernis darstellt.

## Schwangerschaft
Während einer Schwangerschaft wird bei jeder Vorsorgeuntersuchung die Länge des Gebärmutterhalses gemessen. Die Länge sollte bis zur Geburt größer als 25 mm sein.
Ist sie kürzer, kann eine Zervixinsuffizienz (Muttermundschwäche mit der Gefahr der vorzeitigen Weitung des Muttermundes) auftreten. Die Verkürzung des Gebärmutterhalses kann zu einer Frühgeburt führen, es droht die Öffnung des Muttermunds ohne Wehen. Sie ist eine Ursache für (auch wiederholte) Spätaborte und Frühgeburten. 
Wird eine Verkürzung rechtzeitig erkannt, kann versucht werden, mit einer Umschlingung des Gebärmutterhalses mit einem Faden („Shirodkar- oder McDonald-Cerclage“) oder mit einem totalen Muttermundverschluss eine Verlängerung der zu erwartenden Schwangerschaftsdauer zu erreichen, diese Methoden sind umstritten. Eher ist bei einer weiteren Schwangerschaft nach vorzeitigem Ende der vorherigen an eine prophylaktische Behandlung in Form eines operativen Muttermundverschlusses (Cerclage) zu denken.
Es gibt Hinweise dafür, dass das Risiko einer Frühgeburt durch eine dauerhafte Gabe von Gestagenen gesenkt werden kann.
Über die physiologischen Vorgänge, die zum Weichwerden des Muttermundes und zum Einsetzen der Geburtswehen führen, ist nur wenig bekannt.

## Zervixschleim

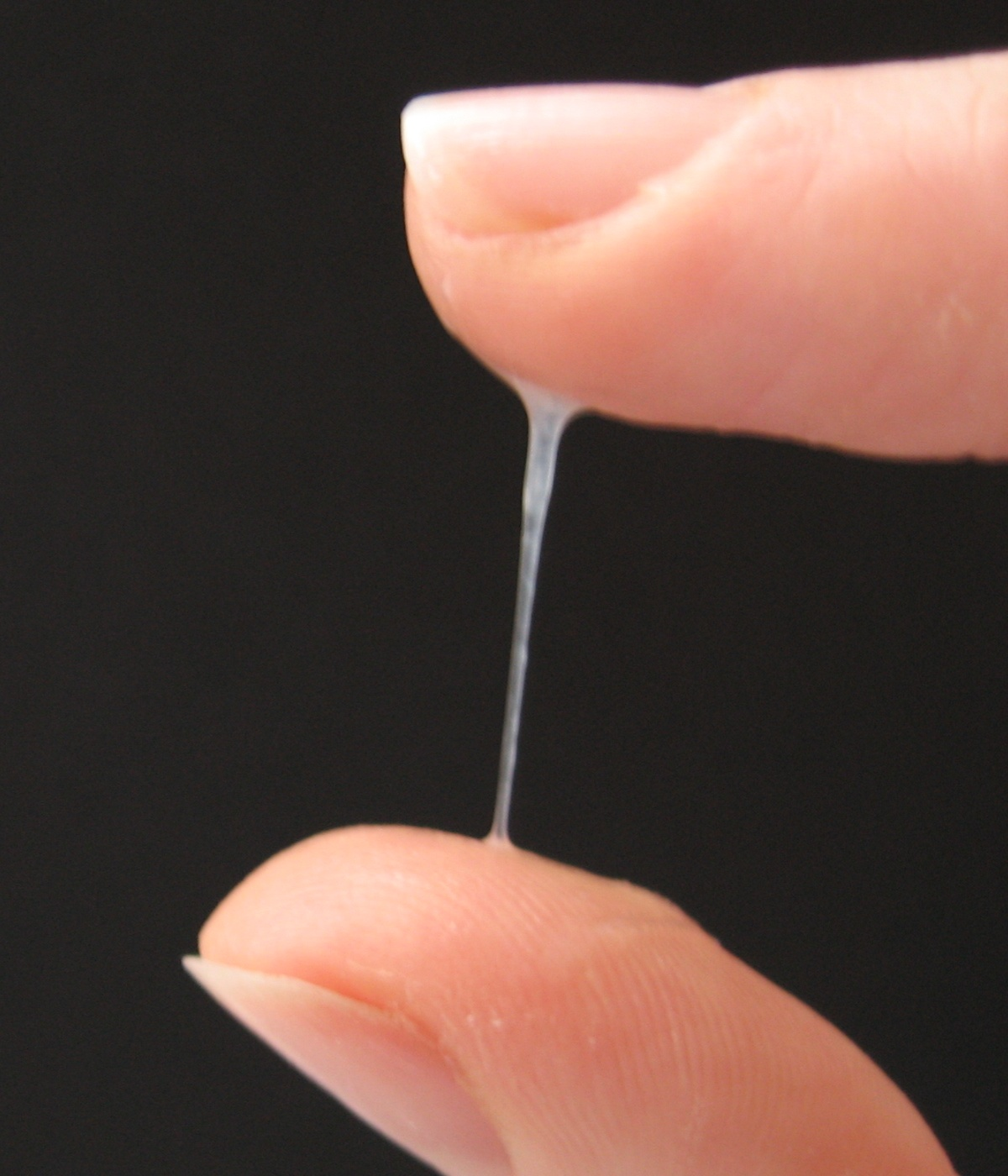
Fadenziehender Schleim

Der Zervixschleim bildet den Schleimpfropf des Gebärmutterhalskanales und wird durch die Zervixdrüsen (Glandulae cervicis uteri) gebildet. Es ist ein Sekret, das leicht alkalisch ist und dessen Konsistenz und Menge sich während des Zyklus verändert. Der Zervixschleim setzt sich u. a. zusammen aus Muzinen, Aminosäuren, Zuckern, Enzymen, Elektrolyten sowie Wasser (bis zu 90 %). Die Funktion des Zervixschleimes ist, das Eindringen von Krankheitserregern in die Gebärmutter zu verhindern. Da für eine Empfängnis das Eindringen von Spermien notwendig ist, unterliegt die Konsistenz des Zervixschleims im Laufe des Menstruationszyklus charakteristischen Veränderungen:
An unfruchtbaren Tagen ist er zähflüssig bis klebrig, von pappiger Konsistenz und verschließt als eine natürliche Barriere den Muttermund. Unter dem Mikroskop sieht man die Muzinfäden wirr und ungeordnet durcheinanderliegen. Diese Konsistenz des Schleims erschwert das Eindringen von Bakterien, hemmt aber auch das Eindringen von Spermien.
An den Tagen um den Eisprung herum wird der Schleim dagegen dünnflüssig, glasklar und fadenziehend. Die Muzinfäden sind parallel ausgerichtet. Das erlaubt ein Aufsteigen der Spermien in die Gebärmutter und in die Eileiter. Die Empfängnisverhütung der sogenannten Minipille beruht unter anderem auch auf der Wirkung der Gestagene auf den Zervikalschleim, dessen Durchlässigkeit für Spermien durch das Hormon stark herabgesetzt wird.
Unter dem Einfluss von Östrogen wird der Zervixschleim so dünnflüssig, dass er sich zu einem Faden ausziehen lässt und spinnbar wird. Kurz vor der Ovulation (Eisprung) ist die Spinnbarkeit am größten (6–15 cm lange Fäden), das Sekret für Spermien maximal durchlässig und das Farnkrautphänomen (s. u.) positiv. In der zweiten Hälfte des Menstruationszyklus erfolgt unter dem Einfluss von Gestagen eine verminderte Bildung von nicht fadenziehendem Zervixschleim. Das Farnkrautphänomen ist dann negativ und die Durchlässigkeit für Spermien stark herabgesetzt oder auch völlig aufgehoben. Der Zervix-Score ist ein Punktesystem, das anhand verschiedener Parameter eine Abschätzung des Hormonstatus erlaubt.
Die symptothermale und die Billings-Methode nutzen die Unterschiede in der Schleimqualität zur Bestimmung der fruchtbaren bzw. unfruchtbaren Tage (→ natürliche Familienplanung).

## Farnkrautphänomen
Das Farnkrautphänomen (auch Arborisationsphänomen genannt) ist eine unter Östrogeneinfluss auftretende, sehr charakteristische Bildung von farnkrautähnlichen NaCl-Kristallen im getrockneten Zervixschleim. Besonders deutlich tritt dieses Phänomen kurz vor dem Follikelsprung auf, verschwindet jedoch unter dem Einfluss von Progesteron in der zweiten Hälfte des Menstruationszyklus.

## Zervixerkrankungen
Bei einer Kolposkopie können Defekte im oberflächlichen Epithel des Muttermundes (Erosio vera), Portioektopie, Entzündungen der Zervix (Zervizitis), Zervixpolypen (durch übermäßiges Wachstum von Gewebe), Blutungen und Muttermundrisse oder Muttermundanomalien erkannt werden. Bei nicht eindeutig harmlosen Befunden wird in der Regel eine Abstrichzytologie oder eine Gewebsentnahme durchgeführt.
Ein Lazerationsektropium entsteht nach einem Einriss des Muttermundes während der Geburt mit nachfolgender narbiger Abheilung und Vorwölbung der Muttermundlippen.
Ein zytologischer Abstrich zur Färbung nach Papanicolaou und Befundung dient der Krebsfrüherkennung. Bei unklaren Befunden oder schwerwiegenden Zellatypien oder einem Carcinoma in situ wird eine Konisation (eine kegelförmige Gewebsentnahme) angeschlossen.
Bei Meerschweinchen kann es zu einer Zubildung der Schleimdrüsen und damit zu einer Endozervikalen Hyperplasie kommen.